# Сюй Юэ
Сюй Юэ́ (кит. 徐岳, 160 — 227) — китайский астроном, математик и философ империи Хань.

## Биография
Родился в 160 году в округе Дунлай (на землях современной провинции Шаньдун). О жизни Сюй Юэ мало известно. Был учеником Лю Хуна, известного ученого, работал в Императорской обсерватории, где впоследствии Сюй Юэ стал заниматься реформированием календаря. Умер в 227 году.

## Научная деятельность
Сюй Юэ написал комментарий к «Цзю чжан суань шу» («Правила счета в девяти разделах»), который предшествовал комментария Лю Хуэя. Впрочем этот комментарий не сохранился до сих пор.
Сюй Юэ был автором также трактата «Шушу цзии» («Заметки для потомков о искусство чисел»). Несмотря на общую туманность, «Шушу цзии» после редактирования Ли Чуньфэном был отобран для императорских экзаменов в 656 году и вошел в «Суань цзин ши шу» («Десять книг счетного канона») в 1084 году. Он включен также в даосскую «Дао цзан» («Сокровищнице Пути-дао»), поскольку содержит нумерологическую, согласно названия (шушу — «искусство чисел (вычислений)» — раздел «учение о символах и числах»), интерпретацию космологических схем эпохи Хань в духе даосской внутренней алхимии. В начале книги фигурируют знаток шушу со священной горы Тайшань Лю Гуйцзи и его наставник «неизвестный миру» с горы Тяньмушань, который идентифицируется со знаменитым основателем даосской религиозной течения «пути правильного единства» «небесным наставником» (тяньши) Чжан Даолином . Потом возникает образ изобретателя цифр Ли Шоу — советника одного из главных авторитетов религиозного даосизма, Хуанди (Желтого императора), который в итоге выступает первоисточником сообщаемых знаний.
«Шушу цзии» условно делится на две части. В первой, построенной как диалог с описанием жизненных ситуаций, наиболее комментируются и содержатся ссылки на даосские, буддийские и конфуцианские произведения, рассматривается «исчерпание чисел», то есть, по сути, математическая бесконечность. От имени Хуанди представлены названия десяти степеней числа 10, которые позволяют выражать большие числа, что идут после вань: и, чжао, цзин, гай, цзы, жан, гоу, цзянь, чэн, цзай. Затем предоставлены три системы ступеней 10: «нижняя» (ся), «средняя» (чжун) и «верхняя» (шан). Названия ступеней соответствуют различным числам в зависимости от используемой системы. Для примера рассматриваются только первые три названия. «Нижняя» система основана на последовательности степеней 10. «Средняя» — на ступенях и = вань×вань… «Верхняя» — на ступенях 10, каждая следующая из которых является квадратом предыдущей. Числа находят завершение в даянь («большом расширении»). Однако настоящего исчерпания чисел нет, поскольку путем «совмещения малого с большим» образуется цикл, то есть вычисления степеней можно продолжить и дальше цзай, взяв за основу те же десять обозначений.
Во второй части, тематически не связанной с первой, построенной как сухое техническое описание и менее комментируемое, упоминаются 14 древних способов вычисления, в частности счётными палочками. «Вычисления шариками» (чжусуань) предполагает использование устройства, похожего на абак — суаньпань. Еще в трёх способах используются шары. В одном из них по столбцу передвигается пуля, в другом два шара разного цвета перемещаются по столбцу навстречу друг другу. Перпендикулярно столбцах устанавливаются горизонтальные строки, что напоминает декартовы координаты. Наконец, говорится о вычислениях с помощью трех шаров. Тест недостаточно ясен, но уже Чжэнь Луань считал, что речь идет о магическом квадрате Лошу, который здесь используется и в других способах вычисления. Об общей нумерогизации «Шушу цзии» свидетельствует также применение фундаментальных категорий «Чжоу и»: великий предел (тай цзи), двоица образцов (лян и) и «число (числа) великого расширения» (даянь чжишу) с «Си ци чжуань» («Предание привязанных афоризмов»), 8 триграмм (багуа) и квадрат из 64 гексаграмм (гуа) — число 4096, что легло в основу классического трактата «И линь» («Лес перемен») Цзяо Яньшоу или Цуй Чжуань.